# Godynice (gmina)
Godynice (od 1953 Brąszewice) – dawna gmina wiejska istniejąca do 1953 roku w woj. łódzkim. Nazwa gminy pochodzi od wsi Godynice, lecz siedzibą władz gminy były Brąszewice.
W okresie międzywojennym gmina Godynice należała do powiatu sieradzkiego w woj. łódzkim. Po wojnie gmina zachowała przynależność administracyjną. Według stanu z 1 lipca 1952 roku gmina składała się z 14 gromad: Błota, Brąszewice, Czartoria, Gałki, Godynice, Kamienniki, Kosatka, Lesiaki, Sokolenie, Trzcinka, Wiertelaki, Wojtyszki, Wólka Klonowska i Zadębiniec.
21 września 1953 roku jednostka o nazwie gmina Godynice została zniesiona przez przemianowanie na gminę Brąszewice.
W 1928 roku rolnik Wojciech Grabia został odznaczony Brązowym Krzyżem Zasługi za „zasługi na polu rozwoju szkolnictwa w gminie”.